# Лош късмет (филм, 2006)
„Лош късмет“ (на английски: Just My Luck) е американска романтична комедия от 2006 г. на режисьора Доналд Петри, по сценарий на И. Марлийн Кинг и Ейми Б. Харис, с участието на Линдзи Лоън, Крис Пайн, Фейзън Лав, Миси Пайл и МакФлай.